# Kerstin Lundin
Kerstin Lundin, född 19 januari 1924 i Göteborg, död 3 oktober 1993 i Örebro, lågstadielärare, sångsolist.
Lundin har omarbetat ett flertal sånger i den gemensamma delen för nio samfund i Psalmboken (Psalmer och Sånger) 1987 men finns representerad även med fyra sånger i Frälsningsarméns sångbok 1990 och ytterligare några andra sångböcker, däribland Segertoner.

## Psalmer
- Du är min klippa, Jesus min Herre
- En dag fick jag nåd att lämna
- Från berg till berg, från dal till dal
- Gud är trofast, o min själ
- Guds kärlek är det största
- Hur ljuvligt att få vara
- Hur ljuvligt namnet Jesus är
- Jag vill följa dig, o Jesus
- Kärlek så stor
- Nu är försoningsdagen
- När invid korset jag böjde mig
- Skurar av nåd skall jag sända